# Serafín Martínez Fort
Serafín Martínez Fort (Torís, 1907) fou un boxejador valencià, en actiu entre 1926 i 1933. Disputà més de 300 combats, sense ser noquejat mai.
Sons pares el clavaren a escolà perquè passava massa temps jugant a les xapes al carrer. La seua vocació per la boxa comença després de vore una pel·lícula de la sèrie The Exploits of Elaine, on es podia vore un combat. Emigrà a Barcelona amb tretze anys, arribà a cuinar paelles al Ritz, i finalment, comença a boxejar després de destacar com amateur. Fou campió de Catalunya, i posteriorment d'Espanya.
Feu una gira pels Estats Units, però el seu manager perdé tots els diners a les carreres, motiu pel qual se suicida. Torna a València als anys 30, on munta un gimnàs a prop de la Plaça de Sant Agustí, on entrenà gent com Baltasar Belenguer. Es diu que el gimnàs estava a la sala dels Cines Lys, llavors Sala Bataclan, alternant-se espectacles de Music Hall i combats de boxa.
El 1944 l'Ajuntament de València li dona la medalla al mèrit civil per salvar a tres persones de morir ofegades.